# Camponotus rubripes
Camponotus rubripes é uma espécie de inseto do gênero Camponotus, pertencente à família Formicidae.